# Kjell Hovda
Kjell Hovda (Veggli, 27 de octubre de 1945) es un deportista noruego que compitió en biatlón. Su hermano Kåre también compitió en biatlón.
Ganó dos medallas en el Campeonato Mundial de Biatlón, plata en 1973 y bronce en 1974, ambas en la prueba por relevos. Participó en los Juegos Olímpicos de Innsbruck 1976, ocupando el quinto lugar en la prueba por relevos.

## Palmarés internacional
| Campeonato Mundial | Campeonato Mundial           | Campeonato Mundial | Campeonato Mundial |
| Año                | Lugar                        | Medalla            | Prueba             |
| ------------------ | ---------------------------- | ------------------ | ------------------ |
| 1973               | Lake Placid (Estados Unidos) | Medalla de plata   | Relevos            |
| 1974               | Minsk (URSS)                 | Medalla de bronce  | Relevos            |